# ヴェリム鉄道試験線

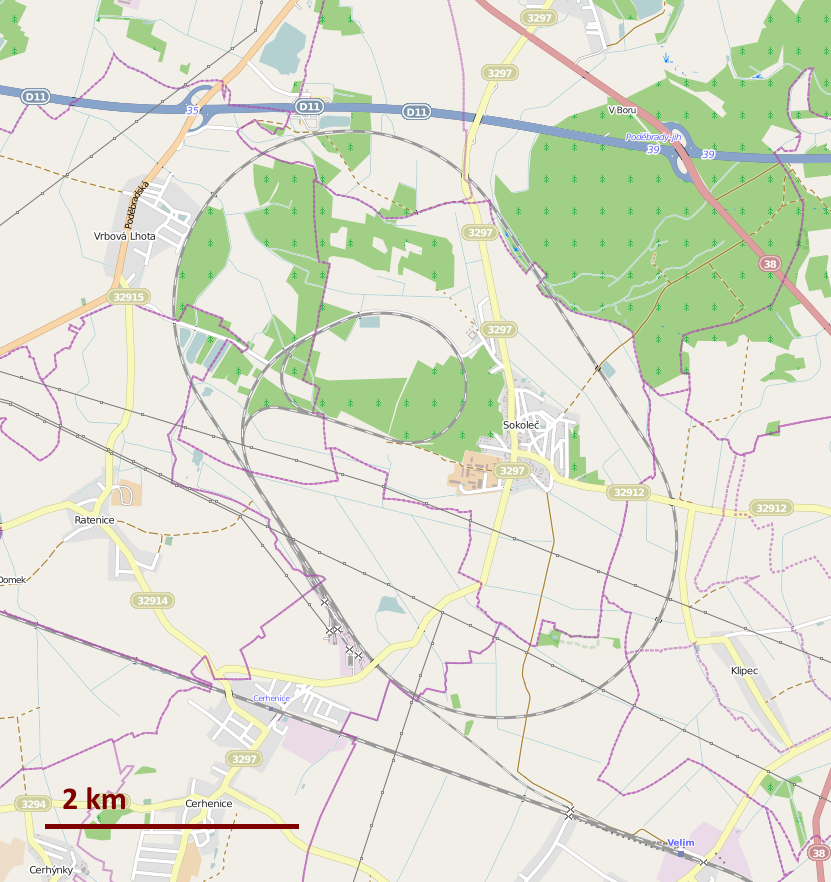
試験線の概要図

ヴェリム試験センター（ヴェリムしけんセンター：チェコ語：Zkušební centrum Velim）は、チェコ共和国・中央ボヘミア州コリーン郡に所在する、鉄道車両の試験施設である。それはヨーロッパで使用するために作られた新型鉄道車両の主要なテスト地の一つであるばかりではなく、1995年3月以来、完全に承認されたヨーロッパの試験センターであり続けている。車両が連続的に走行できるように設計された2つの大きな楕円形の標準軌のテストサーキットから構成されていることが、ヴェリム鉄道試験線の最大の特徴である。このセンターはチェコの国有鉄道の運営者であるチェコ鉄道の子会社の鉄道研究所が保有している。

## テストサーキット
- 小さいサーキットは長さ3.951kmで、最高許容速度は90km/hである。
- 大きいサーキットは長さ13.276kmで、最高許容速度は、振り子式車両が230km/h、その他の車両が210km/hである。

これらのサーキットでは車両の性能、騒音レベル、欧州列車制御システム(ETCS)やGSM-R無線による列車と地上間の通信が正常に行われることの試験と、故障や電力系の変更の模擬試験をすることができる。これら2つのサーキットは、中央ヨーロッパで使用されている以下のすべての架線電圧を供給できる。
- 3000V(直流)
- 1500V(直流)
- 25kV(交流50ヘルツ)
- 15kV(交流16.7Hz)

なお、1.5kmの区間には地下鉄運営者向けの第三軌条も設置することができる。

## 特記すべき試験
2008年と2009年に、車両メーカーであるアルストムは 、この試験線で新型車であるAGVの試験を実施した。同じころそこではアンサルドブレーダ製のV250 (鉄道車両)の試験も行われていた。
| スタブアイコン | サブスタブ | この項目は、まだ閲覧者の調べものの参照としては役立たない、鉄道に関連した書きかけの項目です。この項目を加筆・訂正などしてくださる協力者を求めています（P:鉄道/PJ:鉄道）。 |